# Mariusz Trynkiewicz
Mariusz Trynkiewicz (ur. 10 kwietnia 1962 w Piotrkowie Trybunalskim, zm. 9 stycznia 2025 w Gdańsku) – polski seryjny morderca i przestępca seksualny, przez prasę nazwany „Szatanem z Piotrkowa”. Pracował jako nauczyciel wychowania fizycznego. Za zabójstwa czterech chłopców, których dokonał w lipcu 1988 roku, został skazany na karę śmierci, zamienioną później (na mocy amnestii) na karę 25 lat pozbawienia wolności.

## Życiorys

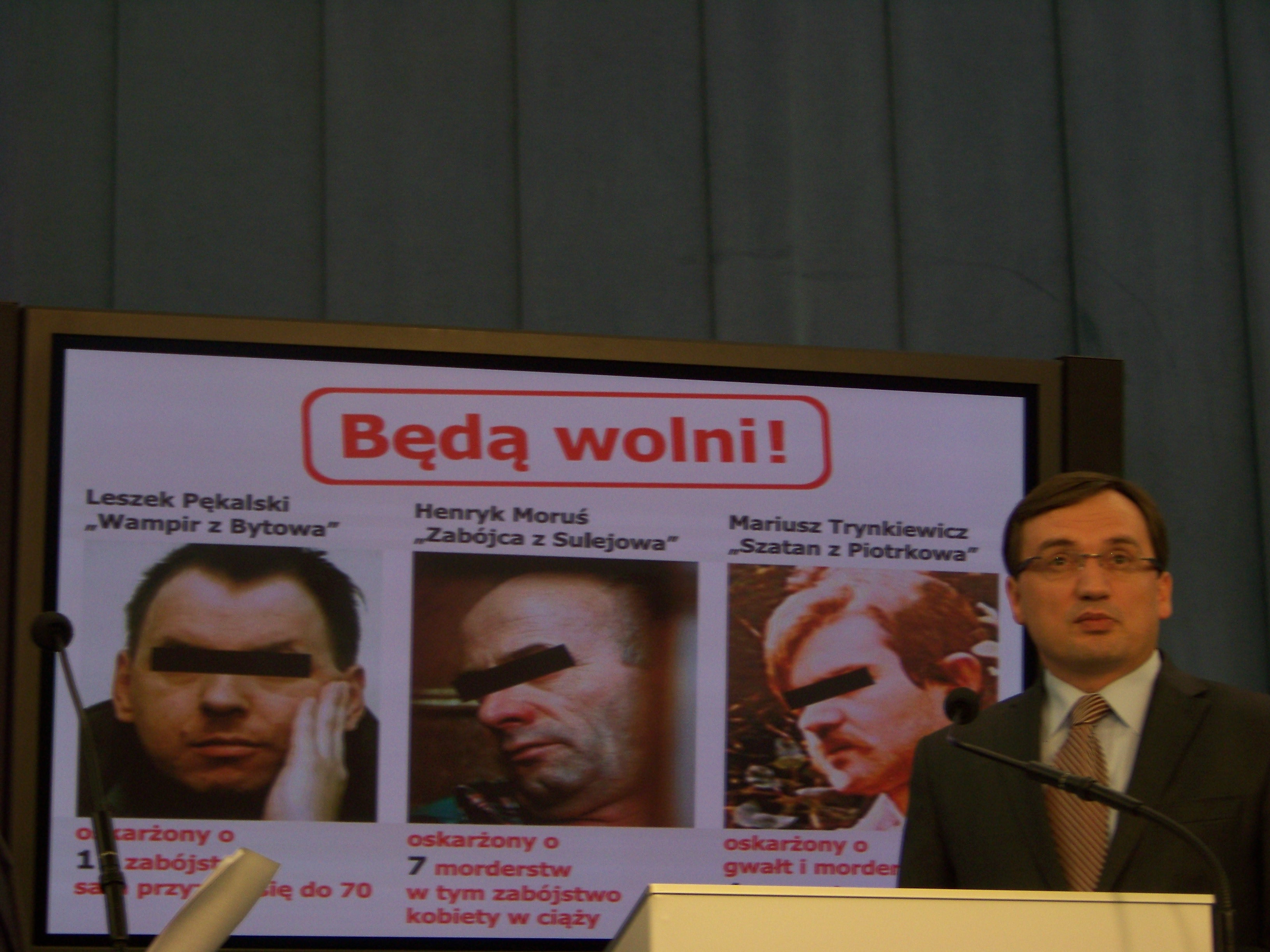
Konferencja Zbigniewa Ziobry w Sejmie, w tle na ekranie zdjęcie Mariusza Trynkiewicza po prawej (2012)

Syn Władysława i Urszuli z d. Komornickiej.
Po zakończeniu nauki w szkole podstawowej przez rok uczęszczał do I Liceum Ogólnokształcącego im. Bolesława Chrobrego w Piotrkowie Trybunalskim, następnie uczył się w technikum mechanicznym, które ukończył w 1981. Tematem jego pracy dyplomowej były obozy zagłady z czasów II wojny światowej. Chciał studiować w Krakowie, ale uczelnia, na którą aplikował, zmieniła zasady rekrutacji i Trynkiewicz ostatecznie nie dostał się. W późniejszym czasie złożył dokumenty w piotrkowskiej filii Wyższej Szkoły Pedagogicznej w Kielcach, zostając jej studentem. W trakcie studiów zażywał relanium. 1 września 1984 podjął pracę w Szkole Podstawowej nr 11 w Piotrkowie Trybunalskim, prowadząc zajęcia praktyczno-techniczne dla chłopców z klas V–VIII, a także koło fotograficzne i szkolne koło strzeleckie. W 1986 roku odrzucono jego pracę magisterską z powodu błędów w maszynopisie. 10 grudnia tegoż roku rozpoczął służbę wojskową. Często przebywał na działce rodziców we Włodzimierzowie.

### Zbrodnie
W czasie odbywania służby wojskowej porwał i wykorzystał seksualnie chłopca ze szkoły podstawowej, za co sąd wojskowy skazał go na karę jednego roku pozbawienia wolności w zawieszeniu na dwa lata. Kilka tygodni po uprawomocnieniu się wyroku dopuścił się molestowania seksualnego 12-letniego chłopca i otrzymał kolejną karę – 1,5 roku pozbawienia wolności. Odwieszono mu również poprzedni wyrok, co zwiększyło karę do 2,5 roku. W czasie przerwy w odbywaniu kary, udzielonej w celu opieki nad chorą matką, 4 lipca 1988 zwabił do swojego mieszkania przy ulicy Działkowej w Piotrkowie Trybunalskim przypadkowo spotkanego, 13-letniego Wojciecha Pryczka, którego molestował, a następnie udusił. Ciało ofiary zakopał w lesie.
29 lipca 1988 roku, w podobnych okolicznościach, zwabił do swojego mieszkania i zabił nożem trzech chłopców: 11-letniego Tomasza Łojka oraz 12-letnich Artura Kawczyńskiego i Krzysztofa Kaczmarka. Ciała wszystkich ofiar po kilku dniach wywiózł do lasu i podpalił. Ich zwłoki znalazł grzybiarz.

### Śledztwo
Śledztwo prowadzone przez organy ścigania pozwoliło na zatrzymanie Trynkiewicza, który przyznał się do popełnienia tych czynów. W jego mieszkaniu znaleziono między innymi zegarek jednego z chłopców i ślady krwi. Ciała ofiar były owinięte materiałem, z jakiego wykonane były zasłony w mieszkaniu. W trakcie śledztwa ustalono, że Trynkiewicz był sprawcą morderstwa dokonanego 4 lipca. W późniejszym czasie były nauczyciel zeznał, że zainteresowanie nastoletnimi chłopcami pojawiło się w nim w momencie, gdy zapragnął mieć brata. Na pytanie śledczych, dlaczego zabił chłopców, odparł:

W więzieniu rodziła się u mnie nienawiść do otaczającego świata. Rodziła się we mnie zemsta. Czułem potrzebę zrobienia czegoś, za co – otrzymując wyrok – wiedziałbym, że jest faktycznie słuszny. Tam, w murach więziennych w Łodzi, rodziła się myśl zabijania. Wynikała z tego, że czułem się skrzywdzony przez sąd. Realizacja tych myśli, które mnie nawiedzały w więzieniu, nastąpiła w czasie przerwy w odbywaniu kary. I dochodzę do wniosku, że głównym motywem zabójstw była zemsta.

### Proces, wyrok i kara
W czasie procesu sądowego biegli psychiatrzy orzekli, że Mariusz Trynkiewicz był poczytalny w chwili popełniania czynu, jego zachowanie znamionował sadyzm oraz realizowanie popędu seksualnego w połączeniu z cechami algolagnii. Ponadto stwierdzono, że ma wysoki iloraz inteligencji (IQ=121). 29 września 1989 roku, wyrokiem Sądu Wojewódzkiego w Piotrkowie Trybunalskim, został czterokrotnie skazany na karę śmierci – za każde zabójstwo z osobna – i pozbawienie praw publicznych na zawsze. W wyniku amnestii z 7 grudnia 1989 roku wyrok został zmieniony na karę 25 lat pozbawienia wolności. Karę tę odbywał w Zakładzie Karnym nr 2 w Strzelcach Opolskich, a od 2012 roku – w Zakładzie Karnym w Rzeszowie Załężu, nie otrzymując zgody na przerwy w jej odbywaniu. W więzieniu złożył wniosek o zmianę nazwiska na Komornicki (rodowe nazwisko swojej matki), ale Urząd Stanu Cywilnego w Piotrkowie Trybunalskim, Sąd Okręgowy w Opolu oraz wojewoda nie przychylili się do wniosku. W 2011 roku Wydział Penitencjarny Sądu Okręgowego w Opolu zarządził poddanie Trynkiewicza przymusowej terapii zaburzeń preferencji seksualnych, które odbyło się w Rzeszowie.

### Wyjście z więzienia i izolacja
Odbywanie kary kończyło się 11 lutego 2014 roku. Dzień przed wyjściem mordercy funkcjonariusze więzienni przekazali prokuraturze szkice i zdjęcia znalezione w celi Mariusza Trynkiewicza, które miały zawierać treści o charakterze pedofilskim. 11 lutego prokuratura, po zbadaniu przekazanego materiału, stwierdziła, że nie zawierają treści zabronionych przez prawo. Tego samego dnia Trynkiewicz wyszedł na wolność.
3 marca 2014 roku sąd, na podstawie ustawy o postępowaniu wobec osób stwarzających zagrożenie, uznał Mariusza Trynkiewicza za osobę stwarzającą zagrożenie i nakazał jego izolację w zamkniętym ośrodku w Gostyninie. 31 lipca 2015 roku został skazany na 5,5 roku pozbawienia wolności za posiadanie dziecięcej pornografii. 30 października 2015 roku, w ośrodku w Gostyninie, odbył się ślub Mariusza Trynkiewicza z osobą, która, jak dotąd, nie upubliczniła swoich personaliów, udzieliła natomiast jednego wywiadu, który znalazł się w książce Justyny Kopińskiej pt. „Polska odwraca oczy” (2016).
We wrześniu 2019 roku przewieziono go do Zakładu Karnego w Płocku. W kwietniu 2021 roku został skazany przez Sąd Rejonowy w Gostyninie na 6 lat pozbawienia wolności za posiadanie pornografii dziecięcej. W czerwcu 2022 sąd zdecydował o połączeniu wyroków z 2015 i 2021. Zasądzoną karę odbywał na oddziale terapeutycznym Zakładu Karnego w Sztumie. Okres pozbawienia wolności miał zakończyć się w 2031 roku. 1 stycznia 2025, ze względu na stan zdrowia, został przewieziony na oddział szpitalny Aresztu Śledczego w Gdańsku, gdzie zmarł 9 stycznia 2025.

## W kulturze
Na temat śledztwa i procesu w sprawie Mariusza Trynkiewicza powstały książki: Proces szatana? (1990) autorstwa Eugeniusza Iwanickiego, Łowca. Sprawa Trynkiewicza (2018) Ewy Żarskiej i Szatan. Mariusz T. – morderca chłopców (2023) Andrzeja Gawlińskiego. W 2019 reżyser Adam Guziński zapowiedział nakręcenie filmu fabularnego o sprawie Trynkiewicza.